# Macroditassa laurifolia
Macroditassa laurifolia är en oleanderväxtart som först beskrevs av Joseph Decaisne, och fick sitt nu gällande namn av J. Fontella Pereira. Macroditassa laurifolia ingår i släktet Macroditassa och familjen oleanderväxter. Inga underarter finns listade i Catalogue of Life.